# Amstel Gold Race 2019
De wielerwedstrijd Amstel Gold Race werd in 2019 verreden op zondag 21 april. De wedstrijd voor de mannen maakte deel uit van de UCI World Tour van dit seizoen en die voor de vrouwen van de UCI Women's World Tour van dit seizoen. De titelverdediger bij de mannen was Michael Valgren, bij de vrouwen was dat Chantal Blaak. Bij de vrouwen won dit jaar Katarzyna Niewiadoma en bij de mannen Mathieu van der Poel.

## Mannen

### Deelnemers
Per team mochten zeven renners worden opgesteld, wat het totaal aantal deelnemers op 175 bracht.
| 18 UCI World Tour-ploegen | 18 UCI World Tour-ploegen | 18 UCI World Tour-ploegen | 7 wildcards              |
| ------------------------- | ------------------------- | ------------------------- | ------------------------ |
| AG2R La Mondiale          | EF Education First        | Team INEOS                | Bardiani CSF             |
| Astana Pro Team           | Groupama-FDJ              | Team Jumbo-Visma          | Corendon-Circus          |
| Bahrain-Merida            | Lotto Soudal              | Team Katjoesja Alpecin    | Israel Cycling Academy   |
| BORA-hansgrohe            | Movistar Team             | Team Sunweb               | Roompot-Charles          |
| CCC Team                  | Mitchelton-Scott          | Trek-Segafredo            | Sport Vlaanderen-Baloise |
| Deceuninck–Quick-Step     | Team Dimension Data       | UAE Team Emirates         | Vital Concept-B&B Hotels |
|                           |                           |                           | Wanty-Gobert             |
|                           |                           |                           |                          |

### Koersverloop
Een kopgroep van elf renners met o.a. Nick van der Lijke en Marco Minnaard kleurde het koersverloop, totdat Mathieu van der Poel een demarrage plaatste op de Gulperberg op zo'n 45 km van de finish. Hij kreeg Gorka Izagirre met zich mee, maar door gebrek aan samenwerking werden ze nog voor de volgende beklimming (de Kruisberg) weer ingelopen. Op de Eyserbosweg demarreerde Julian Alaphilippe, waarna Jakob Fuglsang met hem mee sprong. Michał Kwiatkowski, Michael Woods en Matteo Trentin vormden de achtervolgende groep en achter hen een flink uitgedund peloton. Woods moest lossen bij deze groep, waarna o.a. Maximilian Schachmann in de achtervolging ging. Fuglsang probeerde enkele keren tevergeefs weg te springen bij Alaphilippe en op de smalle wegen boven op het plateau was het Van der Poel die de groep leidde en de achtervolgers een voor een opslokte. In de slotkilometer sloot Kwiatkowski aan bij de koplopers en in de laatste hectometers sprintte de Nederlandse kampioen over iedereen heen naar de overwinning.

### Uitslag
| Plaats  | Naam                  | Ploeg                  | Tijd     |
| ------- | --------------------- | ---------------------- | -------- |
| Winnaar | Mathieu van der Poel  | Corendon-Circus        | 6u28'18" |
| 2       | Simon Clarke          | EF Education First     | z.t.     |
| 3       | Jakob Fuglsang        | Astana Pro Team        | z.t.     |
| 4       | Julian Alaphilippe    | Deceuninck–Quick-Step  | z.t.     |
| 5       | Maximilian Schachmann | BORA-hansgrohe         | z.t.     |
| 6       | Bjorg Lambrecht       | Lotto Soudal           | z.t.     |
| 7       | Alessandro De Marchi  | CCC Team               | z.t.     |
| 8       | Valentin Madouas      | Groupama-FDJ           | z.t.     |
| 9       | Romain Bardet         | AG2R La Mondiale       | z.t.     |
| 10      | Matteo Trentin        | Mitchelton-Scott       | z.t.     |
| 11      | Michał Kwiatkowski    | Team Sky               | + 2"     |
| 12      | Bauke Mollema         | Trek-Segafredo         | z.t.     |
| 13      | Rui Costa             | UAE Team Emirates      | + 46"    |
| 14      | Greg Van Avermaet     | CCC Team               | z.t.     |
| 15      | Daryl Impey           | Mitchelton-Scott       | + 54"    |
| 16      | Michael Matthews      | Team Sunweb            | z.t.     |
| 17      | Jay McCarthy          | BORA-hansgrohe         | z.t.     |
| 18      | Roman Kreuziger       | Team Dimension Data    | z.t.     |
| 19      | Dion Smith            | Mitchelton-Scott       | z.t.     |
| 20      | Kristian Sbaragli     | Israel Cycling Academy | z.t.     |

## Vrouwen
Voor de derde maal op rij, en voor de zesde keer in totaal, werd er een "Ladies Edition" georganiseerd naast de mannenwedstrijd.

### Parcours
Het parcours bestond uit een grote ronde door het Limburgse Heuvelland en drie omlopen door Berg en Terblijt en Bemelen. Ten opzichte van het voorgaande jaar werd het parcours uitgebreid met twee klimmen. Vanuit Eys werd niet direct de Eyserbosweg opgedraaid, maar werd eerst de achterkant van de Kruisberg (de Zwartebrugweg) en de Plettenbergweg opgereden.

### Deelnemers
Er deden 18 UCI-teams mee. Per team mochten zes renners worden opgesteld, wat het totaal aantal deelnemers op 108 bracht.
| UCI-teams               | UCI-teams                          | UCI-teams      |
| ----------------------- | ---------------------------------- | -------------- |
| Alé Cipollini           | FDJ Nouvelle-Aquitaine Futuroscope | Team Sunweb    |
| Bigla                   | Health Mate-Cyclelive              | Team Tibco     |
| Boels Dolmans           | Mitchelton-Scott                   | Team Virtu     |
| Canyon-SRAM             | Movistar Team                      | Trek-Segafredo |
| CCC-Liv                 | Lotto Soudal Ladies                | Valcar-Cylance |
| Doltcini-Van Eyck Sport | Parkhotel Valkenburg               | WNT-Rotor      |

### Koersverloop
Bij de vrouwen bestond de kopgroep van de dag uit zeven rensters: Diana Peñuela, Jesse Vandenbulcke, Danique Braam, Nina Buysman, Shannon Malseed, Ilaria Sanguineti en Kathrin Hammes. Zij werden ingelopen toen de koers losbarstte op het drieluik Eyserbosweg, Fromberg en Keutenberg, waarna een elitegroep van veertien rensters ontstond: Anna van der Breggen, Annika Langvad, Marianne Vos, Ashleigh Moolman-Pasio, Katarzyna Niewiadoma, Annemiek van Vleuten, Amanda Spratt, Demi Vollering, Lucinda Brand, Marta Bastianelli, Elisa Longo Borghini, Ellen van Dijk en Lizzie Deignan, die haar rentree maakte zeven maanden na haar bevalling. Deignan ging even solo en er konden verschillende rensters aansluiten bij de groep favorieten. Toen Deignan was ingerekend ontstond een kopgroep met Katie Hall, Spratt en Longo Borghini. Op de voorlaatste keer Cauberg wist Niewiadoma de oversteek te maken, maar Vos wist de twee groepen weer samen te brengen. Longo Borghini ging vervolgens solo op 15 km van de streep. Op de Bemelerberg probeerden de Nederlandse favorieten tevergeefs weg te komen van de achtervolgende groep. Op het plateau lukte het Spratt en Moolman-Pasio wel om aan te sluiten bij de Italiaanse. In de afdaling naar Valkenburg kwamen de groepen weer samen. Op de laatste keer Cauberg plaatste Niewiadoma een demarrage waar niemand een antwoord op had. Vos leek dichterbij te komen, net als Emilia Fahlin (die materiaalpech kende en stil kwam te staan) en Van Vleuten die vlak voor de top over Vos heen sprong, maar zij kon het gat met Niewiadoma niet meer dichtrijden, waardoor de Poolse zegevierend over de streep kwam.

### Uitslag
| Plaats  | Naam                   | Ploeg                              |          |
| ------- | ---------------------- | ---------------------------------- | -------- |
| Winnaar | Katarzyna Niewiadoma   | Canyon-SRAM                        | 3u25'48" |
| 2       | Annemiek van Vleuten   | Mitchelton-Scott                   | z.t.     |
| 3       | Marianne Vos           | CCC-Liv                            | + 10"    |
| 4       | Annika Langvad         | Boels Dolmans                      | z.t.     |
| 5       | Soraya Paladin         | Alé Cipollini                      | z.t.     |
| 6       | Cecilie Uttrup Ludwig  | Bigla                              | z.t.     |
| 7       | Demi Vollering         | Parkhotel Valkenburg               | z.t.     |
| 8       | Marta Bastianelli      | Team Virtu                         | + 30"    |
| 9       | Alison Jackson         | Team Tibco                         | z.t.     |
| 10      | Elisa Balsamo          | Valcar-Cylance                     | z.t.     |
| 11      | Amanda Spratt          | Mitchelton-Scott                   | z.t.     |
| 12      | Tayler Wiles           | Trek-Segafredo                     | + 33"    |
| 13      | Anna van der Breggen   | Boels Dolmans                      | + 1'06"  |
| 14      | Elisa Longo Borghini   | Trek-Segafredo                     | z.t.     |
| 15      | Emilia Fahlin          | FDJ Nouvelle-Aquitaine Futuroscope | + 1'09"  |
| 16      | Ashleigh Moolman-Pasio | CCC-Liv                            | + 2'01"  |
| 17      | Lucinda Brand          | Team Sunweb                        | + 2'27"  |
| 18      | Ruth Winder            | Trek-Segafredo                     | z.t.     |
| 19      | Lizzie Deignan         | Trek-Segafredo                     | z.t.     |
| 20      | Katie Hall             | Boels Dolmans                      | z.t.     |
|         |                        |                                    |          |
| 21      | Sofie De Vuyst         | Parkhotel Valkenburg               | + 4'02"  |

1966 · 1967 · 1968 · 1969 · 1970 · 1971 · 1972 · 1973 · 1974 · 1975 · 1976 · 1977 · 1978 · 1979 · 1980 · 1981 · 1982 · 1983 · 1984 · 1985 · 1986 · 1987 · 1988 · 1989 · 1990 · 1991 · 1992 · 1993 · 1994 · 1995 · 1996 · 1997 · 1998 · 1999 · 2000 · 2001 · 2002 · 2003 · 2004 · 2005 · 2006 · 2007 · 2008 · 2009 · 2010 · 2011 · 2012 · 2013 · 2014 · 2015 · 2016 · 2017 · 2018 · 2019 · 2020 · 2021 · 2022 · 2023 · 2024

Lijst van beklimmingen
Tour Down Under ·
Great Ocean Road Race ·
Ronde van de Verenigde Arabische Emiraten ·
Omloop Het Nieuwsblad ·
Strade Bianche ·
Parijs-Nice · 
Tirreno-Adriatico · 
Milaan-San Remo ·
Ronde van Catalonië ·
Driedaagse Brugge-De Panne ·
E3 BinckBank Classic ·
Gent-Wevelgem ·
Dwars door Vlaanderen ·
Ronde van Vlaanderen ·
Ronde van het Baskenland ·
Parijs-Roubaix ·
Amstel Gold Race ·
Ronde van Turkije ·
Waalse Pijl ·
Luik-Bastenaken-Luik ·
Ronde van Romandië ·
Eschborn-Frankfurt ·
Ronde van Italië ·
Ronde van Californië ·
Critérium du Dauphiné ·
Ronde van Zwitserland ·
Ronde van Frankrijk ·
Clásica San Sebastián ·
Ronde van Polen ·
RideLondon Classic ·
BinckBank Tour ·
Ronde van Spanje ·
EuroEyes Cyclassics ·
Bretagne Classic ·
GP van Quebec ·
GP van Montreal ·
Ronde van Lombardije ·
Ronde van Guangxi
 Strade Bianche ·
 Ronde van Drenthe ·
 Trofeo Alfredo Binda-Comune di Cittiglio ·
 Driedaagse Brugge-De Panne ·
 Gent-Wevelgem ·
 Ronde van Vlaanderen ·
 Amstel Gold Race ·
 Waalse Pijl ·
 Luik-Bastenaken-Luik ·
 Ronde van Chongming ·
 Ronde van Californië ·
 Emakumeen Bira ·
 The Women's Tour ·
 Ronde van Italië voor vrouwen ·
 La Course by Le Tour de France ·
 RideLondon Classic ·
 Open de Suède Vårgårda ·
 Ronde van Noorwegen ·
 Bretagne Classic ·
 Boels Rental Ladies Tour ·
 La Madrid Challenge by La Vuelta ·
 Ronde van Guangxi